# Brigada de los Halcones del Desierto
La Brigada de los Halcones del Desierto (لواء صقور الصحراء, liwāʾ suqūr aṣ-ṣaḥrāʾ, Liwa Suqur al-Sahara) fue una milicia privada afiliada al Ejército Árabe Sirio que luchó al lado del gobierno sirio en la actual guerra civil. Estaba compuesto principalmente por ex oficiales militares y veteranos, así como por voluntarios de otros grupos progubernamentales, con un rango de edad de 25 a 40 años. La brigada ha sido descrita como un grupo de "élite", entrenado en tácticas de emboscada y fue descrito de estar en varios frentes. El grupo está equipado con armas pequeñas y medianas, recibiendo apoyo de artillería del ejército regular sirio cuando sea necesario.

## Historia
Según algunas fuentes, el grupo se formó en la gobernación de Homs y operaba en las regiones desérticas fronterizas con Irak y Jordania para cortar las rutas utilizadas por los grupos rebeldes antigubernamentales para contrabandear combatientes y suministros dentro y fuera de Siria. Sin embargo, otras fuentes afirman que el grupo se formó a principios de 2013 debido a un colapso casi general del sistema de suministro del ejército sirio, donde a mediados de 2012, cuando los soldados no solo carecían de combustible, municiones, y de necesidades básicas como alimentos.En un entorno de embargo impuesto internacionalmente, el gobierno sirio se acercó a personas ricas y bien conectadas (a menudo de antecedentes muy controvertidos), como Mohamed Jaber y Ayman Jaber, para proporcionarles recursos necesarios.
Además, el gobierno permitió que estos individuos formaran unidades de milicias privadas, como los Halcones del Desierto, cuyos miembros estaban mejor equipados que los soldados del ejército regular, gracias a los recursos y conexiones de disponibles por los hermanos Jaber. Algunas fuentes señalan que "el reclutamiento paramilitar ha tenido más éxito que el reclutamiento militar, que tiende a ocurrir a través de redes locales e informales y vínculos familiares o comunitarios... también es más fácil unirse a un grupo paramilitar y luego abandonarlo".
Aunque financiada y formada por los hermanos Jaber, la unidad estaba dirigida operativamente por el coronel Mohsen Said Hussein, un oficial y paracaidista de la Guardia Republicana. Una de las tareas de la unidad era proteger los campos de petróleo y gas en territorio sirio y servir como fuerza de respuesta rápida.

## Historial de servicio
Participó en la captura en junio de 2013 de la ciudad de Al-Qaryatayn, donde perdió a uno de sus comandantes en los combates. Después de que los rebeldes lanzaran una ofensiva  en el norte de Latakia y tomó el control de la ciudad de mayoría Armenia de Kessab, Suqur al-Sahra fue transferido a ese frente, donde sus miembros ayudaron a liderar la captura de la altura estratégica de la Torre 45, perdiendo al menos tres miembros en combate.
En noviembre de 2014, durante la batalla por el campo de gas de Shaer, el comandante (operativo) de la unidad, Mohsen Hussein, murió mientras intentaba expulsar a los terroristas de ISIS de las instalaciones. En diciembre de 2015, la unidad participó en la operación que rescató a un copiloto ruso derribado después de que su avión fuera derribado por un avión de combate turco F-16 (el piloto fue asesinado por las fuerzas armadas antigubernamentales mientras descendía al suelo).
En el curso de la Ofensiva de Latakia, la brigada desarrolló una estrecha conexión con el grupo militante chiita Liwa Assad Allah al-Ghalib fi al-Iraq wa al-Sham, que comenzó a proporcionar asesores de Suqur al-Sahara. La unidad participó en ambas campañas de liberación de Palmira. Sin embargo, durante la primera campaña de liberación, en marzo de 2016, se vio involucrado en un incidente de fuego amigo con miembros de las fuerzas tigre sirias que dejó 9 miembros de la brigada muertos y varias decenas de heridos. El incidente tensó gravemente la relación/cooperación entre las dos unidades progubernamentales sirias más exitosas que había cooperado con éxito apenas un mes antes, en el este de Alepo.
La unidad junto con los marines sirios (una unidad hermana de la brigada dirigida por Ayman Jaber, hermano del líder de los Halcones del Desierto, Mohamed Jaber) participó en la fallida ofensiva de Ithriyah-Raqqa y algunas fuentes culparon a las unidades mencionadas por el fracaso. Sin embargo, otras fuentes señalaron una falta general de planificación en el alto mando del ejército árabe sirio como la causa fundamental del fracaso. La ofensiva comenzó poco después de que las fuerzas kurdas lograran avances notables en Manbij y el comando sirio intentó aprovechar esto, creyendo supuestamente que ISIS sería incapaz de luchar en dos frentes diferentes simultáneamente.
Los Halcones participaron en la campaña de liberación de Alepo que concluyó con éxito en diciembre de 2016.
A principios de 2017, uno de los fundadores de Halcones del Desierto fue arrestado por otras fuerzas gubernamentales después de supuestamente "interferir con un convoy del gobierno". A finales de junio de 2017, la unidad se desplegó en el frente oriental de Hama, pero fue retirada después de solo unos días por razones desconocidas. A principios de julio de 2017, surgieron informes de que miembros de la unidad supuestamente habían profanado cadáveres de terroristas de ISIS asesinados.
En septiembre de 2019, según una entrevista, más de 1,000 miembros de Desert Hawks murieron durante la Guerra Civil Siria.

## Representación en los medios
Los Halcones del Desierto junto con las Fuerzas Tigre del Ejército Árabe Sirio  fueron una de las unidades progubernamentales más efectivas en combate. Sin embargo, el éxito de la unidad en el campo de batalla se vio frecuentemente eclipsado por las percepciones públicas muy negativas de sus fundadores (Mohamed Jaber y Ayman Jaber), quienes son retratados como señores de la guerra y contrabandistas que explotan la situación de guerra en Siria para aumentar su propia riqueza personal.
Posteriormente, los Halcones del Desierto fueron estigmatizados como la propia guardia personal de Jaber y sólo entonces como una unidad progubernamental, leal a largo plazo posiblemente cuestionable al actual gobierno sirio. Por otro lado, otras unidades progubernamentales tienen antecedentes oligarcas similares, por ejemplo, las Fuerzas Tigre del Ejército Árabe Sirio (que son muy elogiadas en los medios progubernamentales).

## Desbandada
El 2 de agosto de 2017, la Brigada de los Halcones del Desierto se disolvió y el coronel Jaber regresó a Rusia, Ucrania o la región en disputa Crimea para continuar con su empleo de antes de la guerra. Los soldados supuestamente se distribuirán entre las Fuerzas Protectoras de Calamún, la 3.ª División Blindada, el 5.º Cuerpo y los Marines sirios de la 103.ª Brigada de Comandos de la Guardia Republicana que está comandada por su hermano, el coronel Aymen Jaber. Una transferencia a los Marines sirios estrechamente vinculados parecía poco probable ya que el personal de esta unidad también comenzó a transferirse a otras unidades.